# Kathi Kallauch
Kathi Kallauch (* 13. Juli 1987 in Düsseldorf) ist eine österreichische Sängerin und Songwriterin.

## Leben
Kathi Kallauch wurde am 13. Juli 1987 in Düsseldorf geboren und zog mit ihrer Familie 2001 nach Wien, wo sie seither lebt. 2007 gewann sie den lokalen Wettbewerb The Voice in der Shopping City Süd. Sie studierte Pop- und Jazzgesang am Vienna Music Institute und arbeitet seither mit vielen verschiedenen Bands und als Studiosängerin. Als Songwriterin schrieb sie für die Siegerband der Castingshow Popstars Österreich und den österreichischen Sänger Julian le Play.
Mit ihrem Hamburger Produzenten Martin Meyer hat sie 2014 ihre erste Single „Schon sehen“ auf dem Label Tongarage veröffentlicht. „Schon Sehen“ wird seither auf dem größten österreichischen Radiosender Ö3 gespielt und war 20 Wochen in den Ö3-Hörercharts. Anfang 2015 hat sie am nationalen Vorentscheid Eurovision Song Contest – Wer singt für Österreich? teilgenommen. Die im September 2015 veröffentlichte Single „Seelenverwandt“ hat über 700.000 Streams auf Spotify erreicht.
2015 startete sie die Eventreihe „Live im 25 hosted by Kathi Kallauch“ mit dem Ziel begabten österreichischen Künstlern eine Bühne zu geben. Viele, die bei ihr gespielt haben, hatten danach den großen Durchbruch, wie etwa Josh., der „Cordula Grün“ das erste Mal auf Kallauchs Bühne spielte, Paenda, Amy Wald und Simon Lewis. Mit Josh. im Duo gewann sie mit dem Lied „Kein Sommer für einen allein“ die Radio-Wien-Sommerhitwahl 2016.
Nach einer längeren Schaffenspause, nur unterbrochen vom Single-Release „Letzte Liebe meines Lebens“ Anfang 2018, hat Kathi Kallauch am 1. April 2019 das Album „Alles muss raus“ mit Liedern aus den Jahren 2011 bis 2017 veröffentlicht. 2019 wurden die Singles „Willkommen im Paradies“ und „Keine Musik“ veröffentlicht.
2019 startete Kathi Kallauch die Frauenkonzertreihe "Kathi Kallauchs Lady.Zimmer" auf der Wiener Summerstage, um speziell Künstlerinnen eine Bühne zu geben und Spenden für wohltätige Organisationen, die sich für Frauen einsetzen, zu sammeln.
2020 hat sie das Duett „Verschieden“ mit Einfach Flo herausgebracht. 
Ende 2020 hat Kathi ein eigenes Label gegründet und veröffentlicht seither ihre Musik über Roodixx Records.
Im Juni 2021 wurde Kathi Kallauch mit dem Österreichischen Songwriter Award (verliehen durch den Österreichischen Komponistenbund) ausgezeichnet.
Kathi Kallauch arbeitet als Studio- und Livesängerin, ist Teil der TV-Band Redblues, die jeden Montag live auf ServusTV zu sehen und zu hören ist, schreibt Songs für andere Künstler und Künstlerinnen und gibt Songwriting Workshops.

## Diskografie

### Alben
- 2014: Kathi Kallauch (Tongarage)[2]
- 2019: Alles muss raus (Tongarage)

### Singles
- 2014: Schon sehen (Tongarage)
- 2015: Bon Voyage (Tongarage)
- 2015: Seelenverwandt (Tongarage)
- 2018: Letzte Liebe meines Lebens (manustixmusic)
- 2019: Willkommen im Paradies (Tongarage)
- 2019: Keine Musik (Tongarage)
- 2020: Verschieden feat. Einfach Flo (Tongarage)
- 2020: April Weltwiener feat. Kathi Kallauch
- 2021: Okay (Roodixx Records)
- 2021: Geil (Roodixx Records)
- 2022: Me Myself and I (Roodixx Records)
- 2022: Me Myself and I (Akustik Version) (Roodixx Records)
- 2022: Walkman (Roodixx Records)

## Belege
1. ↑  Ein einfacher Popsong ist doch auch Kunst
2. ↑  https://portal.dnb.de/opac.htm?
method=simpleSearch&reset=true&cqlMode=true&query=komRef%3D1069695580&selectedCategory=any

| Personendaten    | Personendaten                             |
| ---------------- | ----------------------------------------- |
| NAME             | Kallauch, Kathi                           |
| ALTERNATIVNAMEN  | Kallauch, Katharina                       |
| KURZBESCHREIBUNG | österreichische Sängerin und Songwriterin |
| GEBURTSDATUM     | 13. Juli 1987                             |
| GEBURTSORT       | Düsseldorf                                |